# Lista över UN-nummer 0201 till 0300
Detta är en lista över UN-nummer 0201 till 0300.

## UN 0201 till 0300[1]
| UN-nummer         | Klass | Namn |
| ----------------- | ----- | --- |
| UN 0204           | 1     | Knalladdningar, explosiva |
| UN 0207           | 1     | Tetranitroanilin |
| UN 0208           | 1     | Trinitrofenylmetylnitramin (Tetryl) |
| UN 0209           | 1     | Trinitrotoluen, (Trotyl, TNT), torr eller fuktad med mindre än 30 vikt-% vatten.                                                                |
| UN 0212           | 1     | Spårljus för ammunition |
| UN 0213           | 1     | Trinitroanisol |
| UN 0214           | 1     | Trinitrobensen, torr eller fuktad med mindre än 30 vikt-% vatten.                                                                               |
| UN 0215           | 1     | Trinitrobensoesyra, torr eller fuktad med mindre än 30 vikt-% vatten.                                                                           |
| UN 0216           | 1     | Trinitro-m-kresol |
| UN 0217           | 1     | Trinitronaftalen |
| UN 0218           | 1     | Trinitrofenetol |
| UN 0219           | 1     | Trinitroresorcinol (Styfninsyra), torrt eller fuktat med mindre än 20 vikt-% vatten eller en blandning av alkohol och vatten.                   |
| UN 0220           | 1     | Ureanitrat, torrt eller fuktat med mindre än 20 vikt-% vatten.                                                                                  |
| UN 0221           | 1     | Stridsdelar, torped, med sprängladdning. |
| UN 0222           | 1     | Ammoniumnitrat innehållande mer än 0,2 % brännbara ämnen, inkl organiska ämnen beräknade som kol, med uteslutande av varje annat tillsatt ämne. |
| UN 0224           | 1     | Bariumazid, torr eller fuktad med mindre än 50 vikt-% vatten.                                                                                   |
| UN 0225           | 1     | Förstärkningsladdningar med sprängkapsel. |
| UN 0226           | 1     | Cyklotetrametylentetranitramin, (HMX, oktogen), fuktad med minst 15 vikt-% vatten.                                                              |
| UN 0234           | 1     | Natriumdinitro-o-kresolat, torrt eller fuktat med mindre än 15 vikt-% vatten.                                                                   |
| UN 0235           | 1     | Natriumpikramat, torrt eller fuktat med mindre än 20 vikt-% vatten.                                                                             |
| UN 0236           | 1     | Zirkoniumpikramat, torrt eller fuktat med mindre än 20 vikt-% vatten.                                                                           |
| UN 0237           | 1     | RSV-laddningar, flexibla, linjära. |
| UN 0238 + UN 0240 | 1     | Linkastarraketer |
| UN 0241           | 1     | Blandsprängämne, typ E |
| UN 0242           | 1     | Drivladdningar för artilleripjäser. |
| UN 0243 - UN 0244 | 1     | Brandammunition, vit fosfor, med central-, separerings- eller drivladdning.                                                                     |
| UN 0245 - UN 0246 | 1     | Rökammunition, vit fosfor, med central-, separerings- eller drivladdning.                                                                       |
| UN 0247           | 1     | Brandammunition, vätska eller gel, med central-, separerings- eller drivladdning.                                                               |
| UN 0248 - UN 0249 | 1     | Anordningar, vattenaktiverbara, med central-, separerings- eller drivladdning.                                                                  |
| UN 0250           | 1     | Raketmotorer, med hypergola vätskor, med eller utan separeringsladdning.                                                                        |
| UN 0254           | 1     | Lysammunition, med eller utan central-, separerings- eller drivladdning.                                                                        |
| UN 0255           | 1     | Sprängkapslar, elektriska |
| UN 0257           | 1     | Tändrör |
| UN 0266           | 1     | Oktolit (oktol), torr eller fuktat med mindre än 15 vikt-% vatten.                                                                              |
| UN 0267           | 1     | Sprängkapslar, icke-elektriska |
| UN 0268           | 1     | Förstärkningsladdningar, med sprängkapslar. |
| UN 0271 - UN 0272 | 1     | Drivladdningar |
| UN 0275 - UN 0276 | 1     | Patroner med drivspegel |
| UN 0277 - UN 0278 | 1     | Patroner för oljeborrhål |
| UN 0279           | 1     | Drivladdningar för artilleripjäser |
| UN 0280 - UN 0281 | 1     | Raketmotorer |
| UN 0282           | 1     | Nitroguanidin, (Pikrit), torrt eller fuktat med mindre än 20 vikt-% vatten                                                                      |
| UN 0283           | 1     | Förstärkningsladdningar, utan sprängkapsel |
| UN 0284 - UN 0285 | 1     | Granater, hand- eller gevärs-, med sprängladdning.                                                                                              |
| UN 0286 - UN 0287 | 1     | Stridsdelar, raket, med sprängladdning. |
| UN 0288           | 1     | RSV-laddningar, flexibla, linjära. |
| UN 0289           | 1     | Detonerande stubin, flexibel |
| UN 0290           | 1     | Detonerande stubin, rörstubin |
| UN 0291           | 1     | Bomber, med sprängladdning. |
| UN 0292 - UN 0293 | 1     | Granater, hand- eller gevärs-, med sprängladdning.                                                                                              |
| UN 0294           | 1     | Minor, med sprängladdning |
| UN 0295           | 1     | Raketer, med sprängladdning |
| UN 0296           | 1     | Knalladdningar, explosiva |
| UN 0297           | 1     | Lysammunition, med eller utan central-, separerings- eller drivladdning.                                                                        |
| UN 0299           | 1     | Fotobomber |
| UN 0300           | 1     | Brandammunition, med eller utan central-, separerings- eller drivladdning.                                                                      |